# Carole Vergne
Carole Vergne (Saint-Malo, 7 agosto 1985) è una schermitrice francese, vincitrice di una medaglia d'oro ai campionati mondiali di scherma.

## Palmarès
- Mondiali di scherma

San Pietroburgo 2007: oro nella sciabola a squadre.
Antalia 2009: argento nella sciabola a squadre e bronzo individuale.
Parigi 2010: bronzo nella sciabola a squadre.
- Europei di scherma

Gand 2007: oro nella sciabola a squadre.
Kiev 2008: bronzo nella sciabola a squadre.
- Giochi del Mediterraneo

Pescara 2009: oro nella sciabola individuale.